# Golfe de Paria
Le golfe de Paria est un golfe de la mer des Caraïbes situé sur la côte septentrionale de l'Amérique du Sud, entre l'île de Trinité (République de Trinité-et-Tobago) et la côte du Venezuela. Il a une superficie de 7 800 km2, est peu profond (37 m à sa plus grande profondeur). 
Il sépare les deux pays avec d'une distance allant de 15 à 120 km. Les marées dans le Golfe sont semi-diurnes avec une amplitude d'environ 1 mètre. Le golfe de Paria est considéré comme l'un des meilleurs ports naturels sur la côte caraïbe. La juridiction du golfe de Paria est divisée entre Trinité-et-Tobago qui en contrôle environ 2 940 km2 (37,7%) et le Venezuela pour le reste (62,3%).
Il a d'abord été nommé le « golfe de la Baleine » (Golfo de la Ballena) par Christophe Colomb, mais l'industrie baleinière du XIXe siècle a éliminé les baleines de la région et les populations ne se sont jamais recouvrées. Les sources cartographiques de la fin du XVIIIe siècle se réfèrent à plusieurs reprises à son sujet en le nommant « golfe triste » (Golfo Triste).
Au nord, les bouches du Dragon constituent l'entrée du golfe, entre la péninsule de Paria au Venezuela et la péninsule de Chaguaramas à Trinidad. Au sud, se trouve le canal de Colón (es), également appelé boca del Serpiente, entre la péninsule de Cedros et le Delta de l'Orénoque. La sortie orientale de ce détroit communique avec l'océan Atlantique.

## Source de la traduction
- (en) Cet article est partiellement ou en totalité issu de l’article de Wikipédia en anglais intitulé « Gulf of Paria » (voir la liste des auteurs).